# Murat Naci Çoklu
Murat Naci Çoklu (* 3. August 1974) ist ein türkischer Karambolagespieler und Europameister, hauptsächlich in der Disziplin Dreiband.

## Karriere
Nachdem in den 1990er-Jahren die türkische Billardszene vom Ausnahmetalent Semih Saygıner dominiert wurde, er spielte ebenso im Kunststoß, wuchsen im neuen Jahrtausend die Jungtalente Çoklu und Tayfun Taşdemir heran. Nach Zwistigkeiten mit dem Vorsitzenden des türkischen Billardverbandes zog sich Saygıner sowohl vom nationalen als auch internationalen Turniergeschehen zurück und gab somit den Weg frei für das „türkische Dreamteam“ Çoklu/Tasdemir. Für das kommende Jahrzehnt bestritten Çoklu/Tasdemir die internationale Dreibandszene aus türkischer Sicht fast alleine. Bei der Dreiband-Weltmeisterschaft für Nationalmannschaften 2010, im Team mit Adnan Yüksel, errang er erstmals die Goldmedaille. Im Folgejahr erneut, da dann mit Tasdemir. Çoklu konnte bisher zweimal ein Einzelturnier beim Dreiband-Weltcup gewinnen.
Da das in Westeuropa verbreitete Ligaspiel in der Türkei unbekannt ist, muss sich Çoklu seinen Unterhalt bei verschiedenen Vereinen außerhalb der Türkei verdienen. Er spielte unter anderem für den Erstligisten Ravensburger BC. Ab der Saison 2017/18 spielt er für den BC Stuttgart 1891. Schon 2004 wurde er, vor Martin Horn, Dreiband-Europameister.
Nach der Zwangspause im internationalen Billard durch die COVID-19-Pandemie startete die Saison 2021/22 erst verspätet im November 2021. Anfang Dezember fand zuerst der 2. Weltcup im ägyptischen Scharm asch-Schaich statt. Nach zwei Niederlagen gegen den Dänen Dion Nelin und Kim Haeng-jik aus Südkorea kam er nur auf Platz drei der Gruppenphase und konnte nicht mehr an der Finalrunde teilnehmen. Vier Tage nach dem Weltcup begann am gleichen Ort die Dreiband-Weltmeisterschaft 2021. Çoklu hatte anscheinend die Freizeit nach dem frühen Ausscheiden im WC genutzt und sich gut vorbereitet. Die Gruppenspiele gewann er, spielte dann im 16-tel-Finale gegen Erick Tellez aus Costa Rica und gewann das Match mit 50:37. Im Achtelfinale spielte er gegen den Enkel von Billardlegende Raymond Ceulemans Peter und gewann mit 50:45. Die Spiele gegen den Südkoreaner Lee Choong-bok und Marco Zanetti aus Italien konnte Çoklu ebenfalls für sich entscheiden (50:45, 50:47) und stand damit erstmals in seiner Karriere im Finale des Herren-Einzel. Sein Gegner dort war der Niederländer Dick Jaspers, zu dem Zeitpunkt Weltranglistenerster. Nach einer 37:26-Führung nach 22 Aufnahmen konterte Jaspers und gewann die Partie letztendlich knapp mit 50:47. Es war die erste Medaille für Çoklu bei einer Einzel-WM.

## Erfolge
- Dreiband-Weltmeisterschaft:  2021

- Team-WM:  2010, 2011  2013

- Dreiband-Europameisterschaft:  2004  2019
- Team-EM:  2020
- Dreiband-Weltcup:  2015/5, 2016/6  2004/4, 2017/5, 2018/1  2017/3, 2019/1
- Weihnachtsturnier (Wundert, ):  2014
- Holländisches Pokalfinale:  2012  2013, 2014